# Route nationale 31a (Madagaskar)
Die Route nationale 31a (RN 31a) ist eine 71 km lange Nationalstraße in der Region Sofia im Norden von Madagaskar. Sie zweigt bei Ankerika von der RN 6 ab und führt in nordwestlicher Richtung nach Analalava am westlichen Ende der Lozabucht an der Nordwestküste.